# Charlie Ngatai
Charlie James Ngatai (Gisborne, 17 de agosto de 1990) es un jugador neozelandés de rugby que se desempeña como fullback y juega en los Chiefs, franquicia neozelandesa del Super Rugby.

## Carrera
Debutó en la primera de los Wellington Lions, uno de los equipos que compite en la Mitre 10 Cup, en 2009 y jugó con ellos hasta 2013. A partir de 2014 juega en la misma competición con los Taranaki Bulls.

### Super Rugby
En 2011 fue contratado por los Hurricanes, una de las cinco franquicias neozelandesas y jugó con ellos dos temporadas.
Desde 2013 juega en los Chiefs, donde actualmente es el fullback titular.

### Selección nacional
Fue convocado a los All Blacks, por hasta ahora única vez, en julio de 2015 para enfrentar a Manu Samoa (test match). Ingresó en reemplazo de Colin Slade y no marcó puntos.

## Palmarés
- Campeón del Super Rugby 2013.
- Campeón de la Mitre 10 Cup de 2014.